# Massimo Moratti
Massimo Moratti sinh ngày 16 tháng 5 năm 1945 tại Italia, sống trong một gia đình giàu có ở Milano, được thừa hưỏng tập đoàn dầu mỏ Saras do cha ông là Angelo Moratti để lại. Massimo Moratti đã kết hôn với Emilia Bossi và có năm người con. Anh trai của ông, Giarmaco, hiện đang là chủ tịch của tập đoàn Saras còn chị dâu của ông, Letizia Moratti từng là Thị trưởng thành phố Milano.
Ngày 10/9/2009, đại diện của UNDP tại Florence, Sauro Gori đã thông báo rằng Moratti được bổ nhiệm làm Đại sứ thiện chí của Liên Hợp Quốc ở New York, cho các cam kết xã hội thông qua toàn bộ chương trình Campus.
Sau khi bán Inter, ông được nhận danh hiệu Chủ tịch danh dự của Inter. Vào năm 2013, ông được đưa vào Đại sảnh danh vọng của bóng đá Italia.
Vào tháng Tư năm 2020, ông được xếp hạng bởi tạp chí Forbes ở vị trí 1513 trong danh sách tỷ phú thế giới, với tài sản ròng ước tính là 1,4 tỷ USD.

## Chủ tịch Inter
Ngày 25/2/1995, ông chính thức mua lại CLB Inter và trở thành chủ tịch CLB như chính cha ông trước đó.
Những năm đầu làm chủ tịch đội bóng là quãng thời gian hết sức khó khăn với Moratti, ông đã đầu tư rất nhiều cho đội bóng nhưng không thu lại được kết quả khả quan, trừ chiếc UEFA Cup 1997-98. Tháng giêng năm 2004, Moratti từ chức chiếc ghế chủ tịch Inter, và Facchetti đã lên thay ông. Từ ngày 6/11/2006, ông đã quay lại trở thành chủ tịch Inter sau khi cố chủ tịch Facchetti qua đời.
Sau sự kiện Calciopoli diễn ra năm 2006, là thời kì thành công nhất của Moratti với Inter. Trong sáu năm (2004-2010) Inter giành được mười bốn danh hiệu: năm chức vô địch Scudetto liên tiếp từ 2006 đến 2010, ba cúp quốc gia Ý, bốn Siêu Cúp Ý, một chiếc cúp Champions League và một chiếc Cup Thế giới các CLB , đó là một sự thành công hết sức tuỵêt vời của Massimo như chính người cha Angelo của mình cách đây 45 năm.
Vào tháng 11 năm 2013, International Sports Capital đã tiến hành mua và nắm giữ 70% cổ phiếu của câu lạc bộ. Doanh nhân người Indonedia Erick Thohir trở thành chủ tịch mới của Inter, nhưng Moratti vẫn gắn bó với câu lạc bộ và được phong là Chủ tịch danh dự.
Vào tháng 6 năm 2016, Moratti cuối cùng cũng bán hết cổ phiếu của mình cho Thohir với giá trị 60 triệu Euro, trước khi Inter được chuyển quyển sở hữu cho Zhang Jindong về sau. Vào năm 2018, vợ của Moratti, Milly Moratti vẫn nằm trong ban cố vấn của Inter, nhưng Massimo Moratti không còn đảm nhận chức vụ Chủ tịch danh dự của đội bóng. Những thành viên khác trong gia đình Moratti, Angelomario Moratti, Carlotta Moratti và Giovanni Moratti vẫn là thành viên lãnh đạo của một nhánh con của clb, Inter Futura.

## Danh hiệu
- 1997/98: Cúp UEFA
- 2004/05: Coppa Italia
- 2005/06: Siêu Cúp Ý, Coppa Italia, Scudetto
- 2006/07: Siêu Cúp Ý, Scudetto
- 2007/08: Scudetto
- 2008/09: Siêu Cúp Ý, Scudetto
- 2009/10: Coppa Italia, Scudetto, UEFA Champions League
- 2010/11: Siêu Cúp Ý, Cup Thế giới các CLB